# Humanrights.ch
Humanrights.ch – Menschenrechte Schweiz ist eine Nichtstaatliche Organisation (NGO) mit Sitz in Bern, welche sich für Menschenrechte einsetzt. Humanrights.ch ist nicht zu verwechseln mit Human Rights Watch.

## Organisation
«humanrights.ch – Menschenrechte Schweiz» ist als Verein konstituiert und wurde 1999 als Nachfolgeorganisation der «Akademie für Menschenrechte AMR» gegründet. Von 1999 bis 2006 trug sie den Namen «Menschenrechte Schweiz MERS», in der Übergangszeit nach 2006 nannte sie sich «Humanrights.ch / MERS».
Als in der Schweiz tätige NGO, benötigt humanrights.ch gemäss Art. 60 ff ZGB (ch) Vereinsstatuten, in welchen der Zweck der Organisation festgelegt sind, damit sie als juristische Person tätig werden kann.

## Tätigkeit

### Informationsplattform
humanrights.ch veröffentlicht seit 1999 auf der «Informationsplattform» Informationen zu den Menschenrechten und zur Umsetzung der Menschenrechtspolitik in der Schweiz. Anhand 29 Themenbereichen (Hashtags) kommentiert humanrights.ch das aktuelle Geschehen in der Schweiz aus menschenrechtlicher Perspektive.
Die Informationsplattform enthält weitere Bereiche: Unter der Rubrik «Initiativen und Parlament» werden parlamentarische Initiativen und Vorstösse aufgeführt, die aus einer menschenrechtlichen Sicht relevant sind. Unter der Rubrik «Rechtsprechung und Empfehlungen» werden Urteile von nationalen Gerichten sowie des Europäischen Gerichtshofes für Menschenrechte dokumentiert und eingeordnet. Schliesslich enthält dieser Bereich die Empfehlungen der internationalen Vertragsorgane an die Schweiz. Die Rubrik «Grundlagen» enthält Informationen zu den Menschenrechten und dem System des Menschenrechtsschutzes.
Gemäss den Vereinsstatuten soll die Informationsarbeit von humanrights.ch parteipolitisch ungebunden und unvoreingenommen sein und sich an der «Erklärung der Pflichten der Journalistinnen und Journalisten» des Schweizer Presserats orientieren.

### NGO-Plattform Menschenrechte Schweiz
Am 29. Januar 2019 wurde die NGO-Plattform Menschenrechte Schweiz gegründet. Sie wird bei humanrights.ch koordiniert. Innerhalb der Plattform beteiligen sich rund 90 schweizerische Nichtregierungsorganisationen. Das Netzwerk begleitet die Arbeit des seit 2011 bestehenden Schweizerischen Kompetenzzentrums für Menschenrechte (SKMR).
Auf politischer Ebene setzt sich die Plattform für die Umwandlung des SKMR in eine Nationale Menschenrechtsinstitution (NMRI) ein. Die Arbeitsschwerpunkte der Plattform sind Nationale Menschenrechtsinstitution, Sicherheit und Menschenrechte, Aussenpolitik, Universal Periodic Review (UPR), Wirtschaftliche, soziale und kulturelle Rechte, Antirassismus, Bekämpfung der Folter und das Istanbul-Protokoll.

### Unabhängige Beratungsstelle für Menschen im Freiheitsentzug und ihre Angehörigen (UBF)
Seit Februar 2017 betreibt humanrights.ch eine Beratungsstelle für Menschen im Freiheitsentzug und ihre Angehörigen. Die Beratungsstelle steht in Kontakt mit Gefangenen, erörtert Handlungsoptionen, nimmt Akteneinsicht, macht Besuche in Institutionen des Freiheitsentzugs und interveniert bei den Behörden. Die Beratungsstelle läuft unter der Fachstelle Freiheitsentzug. Die Fachstelle hat sich die Vernetzung von Fachpersonen zum Ziel gesetzt und beteiligt sich im Rahmen von law clinics in der Ausbildung von angehenden Juristen an der Universität Bern.

### Beratungsnetz für Rassismusopfer
Gemeinsam mit der Eidgenössischen Kommission gegen Rassismus leitete humanrights.ch das «Beratungsnetz für Rassismusopfer». Das Beratungsnetz ist ein Netzwerk von derzeit 23 Fachstellen aus der Schweiz, welche Beratungen bei rassistischer Diskriminierung anbieten. Das Beratungsnetz wird bei humanrights.ch von der Fachstelle Diskriminierung und Rassismus koordiniert. Die Fachstelle hat sich die Sensibilisierung, Information und Vernetzung der beteiligten Akteure zum Ziel gesetzt. Im März 2021 hat sie ein Weiterbildungsangebot für Fachpersonen lanciert.

### Anlaufstelle strategische Prozessführung
Im Rahmen des Projekts «Zugang zum Recht» baut humanrights.ch seit Januar 2020 eine Anlaufstelle für strategische Prozessführung auf. Die Anlaufstelle dokumentiert strategische Fälle und hat sich zum Ziel gesetzt, dieses Instrument innerhalb der Schweizer Zivilgesellschaft bekannter zu machen. Die Fälle werden ausgewertet, um daraus Best Practices zu entwickeln. Langfristiges Ziel ist es, dass die Anlaufstelle strategische Fälle umfassend begleiten kann.

## Projekte

### Zugang zum Recht
Mit dem Projekt «Zugang zum Recht» will humanrights.ch ein konkretes Beratungs- und Unterstützungsangebot schaffen und die Vernetzung von Betroffenen, Anwälten, NGOs und Fachstellen verbessern. Das Projekt entstand aus der Fusion von humanrights.ch und Schutzfaktor M.

#### Teilprojekte
- Teilprojekt «Monitoring des Zugangs zum Recht»[45]
- Teilprojekt «Triage: Vermittlung von (Rechts)beratung»[46]
- Teilprojekt «Niederschwellige Rechtsberatung für Gefangene»[47]
- Teilprojekt «Tagung Praxis des Menschenrechtsschutzes»[48]
- Teilprojekt «Strategische Prozessführung»[49]

### Civic Solidarity Platform
humanrights.ch ist seit 2014 – dem Jahr des schweizerischen OSZE-Vorsitzes – zusammen mit der Schweizerischen Helsinki Vereinigung aktives Mitglied der Civic Solidarity Platform. Die Civic Solidarity Platform ist ein Netzwerk von über 90 Menschenrechtsorganisationen, die sich für die Verbesserung der Menschenrechtssituation in Europa, Eurasien und Nordamerika einsetzen.
Im Rahmen der Plattform soll anhand der Bildung von Allianzen die gegenseitige Solidarität gestärkt und der Einfluss auf die nationale und internationale Menschenrechtspolitik verbessert werden. Die beteiligten Organisationen werden zu spezifischen Menschenrechtsthemen und in Krisensituationen aktiv. Im Rahmen der OSZE und des Europarates leisten sie Advocacyarbeit.

## Partnerorganisationen
- Kompetenzzentrum Menschenrechte der Universität Zürich[52]
- Schweizerisches Kompetenzzentrums für Menschenrechte[53][54]
- Schutzfaktor M[55][56]
- Kinderschutz Schweiz[57]
- usw.